# Federazione Italiana Flying Disc
La Federazione Italiana Flying Disc (FIFD) era la federazione sportiva italiana che governava le discipline del frisbee, con sede a Bologna.
Fu membro della WFDF, della EFDF, della GAISF, della IWGA e partner del CONI.
Dal 2023 è diventata una sezione della FIGeST

## Discipline
- Ultimate
- Freestyle
- Guts
- Disc Golf
- DDC (Double Disc Court)
- Discathon
- Precisione
- Distanza
- MTA (Maximum Time Aloft)
- TRC (Throw Run & Catch)